# Gorazd Bertoncelj
Gorazd Bertoncelj (* 1976) ist ein slowenischer Skisprungtrainer. Er war ab der Saison 2018/19 bis zu seinem Rücktritt am 12. Dezember 2020 Cheftrainer der slowenischen Skisprungnationalmannschaft.

## Werdegang
Nach seiner aktiven Zeit, in der er jedoch nicht den Sprung in den jugoslawischen Nationalkader schaffte und nur bei Nachwuchsspringen aktiv war, machte Gorazd Bertoncelj eine Ausbildung zum Trainer und studierte später an der Sportfakultät in Ljubljana. Seine Abschlussarbeit legte er 2005 unter dem Titel Grundlagen und Methodik der Entwicklung spezieller Koordination im Skispringen. (slowenisch Osnove metodike razvoja specialne koordinacije smučarjev skakalcev) vor. Danach übernahm er den Juniorenbereich der Slowenen in Kranj und trainierte dort Springer wie Domen Prevc, Žiga Jelar und Tilen Bartol. Im März 2018 erhielt er vom Slowenischen Skiverband (slowenisch Smučarska zveza Slovenije) einen Einjahresvertrag als Cheftrainer des A-Nationalkaders und trat zur Saison 2018/19 die Nachfolge von Goran Janus an. Bereits zuvor beim Skisprung-Grand-Prix 2018 im Sommer war er als Trainer der Mannschaft aktiv. Nach öffentlicher Kritik und Rücktrittsforderungen des slowenischen Skispringers Timi Zajc im Rahmen der Skiflug-Weltmeisterschaft 2020 in Planica trat Bertoncelj noch während der Weltmeisterschaft zurück.